# Vercingétorix: La Légende du druide roi
Vercingétorix: La Légende du druide roi (prt: Druídas; bra: A Lenda de um Guerreiro) é um filme épico drama histórico dirigido por Jacques Dorfmann. É estrelado por Christopher Lambert, Klaus Maria Brandauer, Inés Sastre, Maria Kavardjikova, Bernard-Pierre Donnadieu e Max von Sydow.
O filme conta a história dos Gaulês chefe Vercingetorix, desde sua infância até sua batalha para salvar a Gália da dominação romana nas mãos de Júlio César. O filme culmina com a decisiva Batalha de Alésia.
O romance  O Rei Druida  de Norman Spinrad é um trabalho derivado de uma versão inicial do roteiro de Druida.

## Enredo
Em 60 AC Gália, o chege Druida Gutuart e sua tribo testemunham a passagem de um cometa e interpretam isso como o sinal da vinda de um novo rei para a Gália. Guttuart vai para Gergovia, a capital da tribo dos Arvernes, para uma reunião de chefes. O jovem Vercingetorix, junto com a jovem Eponia, entram sorrateiramente na caverna onde Celtill, o pai de Vercingetorix e chefe dos Arvernes, hospeda a reunião. Celtill pretende proclamar-se rei dos gauleses e, ao exibir a coroa outrora usada pelos antigos reis, um espião romano disfarçado atira uma flecha em Celtill. Gobanittio, irmão de Celtill, coloca Celtill sob prisão enquanto o espião foge com a coroa. Vercingetorix tenta alcançar seu pai, mas Guttuart impede o menino de intervir e explica que o destino exige que Celtill encontre seu destino. O jovem Vercingetórix, vendo seu tio queimar seu pai vivo, jura vingança.
Anos depois, o adulto Vercingetórix continua em busca de vingança contra seu tio. Ele e Guttuart vão para uma estrada que está sendo construída pelos romanos, mas Guttuart foge ao ver a aproximação de Júlio César e seus legionários. César, era a presença dominadora na região, ele historiograficamente empreendera as Guerras da Gália (ou Gálicas), ou seja uma série de campanhas iniciadas em abril de 58 a.C.. e finalizadas durante a primavera de 52 a.C.., César reconhece Vercingetorix como líder dos Arvernes e o convida a participar de uma invasão da Grã-Bretanha. Vercingetorix retorna a Gergóvia e vinga a morte de seu pai matando Gobanittio, depois conta à sua tribo sobre a oferta de César de dar metade do saque se a tribo se juntar à expedição à Grã-Bretanha. Em Bibracte, capital da tribo dos Eduenos tribo, vários chefes se reúnem para ouvir César falar sobre seu plano de invasão. Dumnorix, chefe dos Eduenos, está cético, então César leva seus filhos como reféns.
Vercingetórix se reúne com Eponia em um encontro privado com César, onde César revela a coroa dos reis da Gália e sugere que Roma escolha Vercingetórix como rei das tribos unidas; Vercingetorix se recusa, dizendo que o rei deveria ser escolhido pelo destino. Quando Dumnorix ataca uma guarnição romana, César ordena que Vercingetórix o capture. Vercingetorix encontra Dumnorix, que lhe diz que foram os romanos que orquestraram a morte de Celtill. Dois oficiais romanos, que estavam seguindo Vercingetórix, matam Dumnorix. Vercingetorix mata um romano e manda o outro de volta para César, que descobre que ele fez um inimigo em vez de um aliado.
Vercingetorix, após ser eleito líder dos Arvernes em Gergovia, usa táticas de terra arrasada contra os romanos. Depois que Vercingetorix mata a guarnição em Avaricum, César ordena o massacre dos habitantes gauleses de Avaricum, então lidera seu exército para Gergóvia. Os Eduenos também chegam a Gergovia, mas terminam abruptamente sua aliança com Roma por causa do massacre de Avaricum liderado por César. César amaldiçoa todos os gauleses e recua.
Os chefes gauleses elegem Vercingetórix como comandante como chefe de um exército gaulês unido, enquanto César faz um pacto com os temíveis teutões no rio Reno. Vercingetorix vai para Alesia, mas César também chega lá com um grande exército para sitiar a cidade. Durante esta Batalha de Alésia (atual Alise-Sainte-Reine, nas proximidades de Dijon), em 52 a.C., os romanos rapidamente construíram um cerco - fortificações ao redor da cidade, prendendo Vercingetórix e suas forças. Um novo exército gaulês marcha de encontro ao campo de batalha. Vercingetorix ordena a nova força para cercar os romanos, prendendo-os em um cerco entre as duas forças gaulesas. César está ciente de que seu exército morrerá de fome, mas o destino intervém quando os gauleses exigem que Vercingetórix os conduza para o que eles acreditam ser uma batalha decisiva. Vercingetorix relutantemente concorda, e os guerreiros gauleses correm em direção às fortificações romanas. As fortificações são formidáveis, os romanos disparam saraivadas de flechas e dardos e César lança os teutões para a batalha. Os gauleses são derrotados, conquistados pelos romanos, e Vercingetórix abaixa suas armas e se ajoelha diante de César. quando, os romanos se apoderaram de Alésia, aprisionando Vercingetórix, deu-se o inevitável,  estabelecer o domínio romano sobre a Europa a oeste do rio Reno (Gália Transalpina).]
O filme termina com a narração de Guttuart de que Vercingetórix, preso em Roma, foi executado por ordem de César; dois anos depois, César foi assassinado nos idos de março de 44 a.C nas escadas do Senado romano.

## Elenco
- Christopher Lambert como Vercingetorix
- Klaus Maria Brandauer como Julius Caesar
- Max von Sydow como Guttuart
- Inés Sastre como Eponia
- Denis Charvet como Cassivelaun
- Bernard - Pierre Donnadieu como Dumnorix
- Vincent Moscato como Moscatos
- Jean - Pierre Rives como ChefeTeutão
- Maria Kavardjikova como Rhia
- Yannis Baraban como Litavic

## Bilheteria
O filme foi um fracasso comercial e crítico. O custo de produção foi de US $ 15 milhões, e o filme nunca foi amplamente lançado em qualquer lugar fora da França. É amplamente considerado um dos piores filmes franceses já feitos.
O baixo orçamento do filme, o figurino anacrônico, a escrita pobre e o elenco ruim foram todos citados como razões para seu péssimo desempenho.